# Quercus kerneri
Quercus kerneri är en bokväxtart som beskrevs av Lajos von Simonkai. Quercus kerneri ingår i släktet ekar, och familjen bokväxter. Inga underarter finns listade.